# Zelení / Evropská svobodná aliance
Zelení / Evropská svobodná aliance (anglicky Greens–European Free Alliance) je zelená politická skupina v Evropském parlamentu.

## Historie
První zástupci zelených stran se do Evropského parlamentu dostali ve volbách roku 1984 – sedm z Německa a po dvou z Belgie a Nizozemska. Nemohli však vytvořit samostatnou frakci, spojili se proto s dalšími poslanci do frakce Green Alternative European Link (GRAEL). Po volbách 1989 již v počtu 30 europoslanců vytvořili vlastní frakci. V roce 1994 se počet zastupitelů omezil na 23 – posílili němečtí, ztráty však zaznamenali francouzští, portugalští a další zelení. Ve volbách 1999 zástupci zelených stran posílili až na 38 mandátů a spojili se s dalšími 10 europoslanci Evropské svobodné aliance do společného celku, početně čtvrtého nejsilnějšího bloku v Evropském parlamentu. Tak vznikla parlamentní skupina Zelení / Evropská svobodná aliance.

## Členové
| Státy                | Strany                                           | Evropské strany           | 2014–2019 | 2019–2024 |
| -------------------- | ------------------------------------------------ | ------------------------- | --------- | --------- |
| Rakousko             | Zelení – Zelená alternativa                      | Evropská strana zelených  | 3         | 2         |
| Belgie               | Ecolo                                            | Evropská strana zelených  | 1         | 2         |
| Belgie               | Zelená                                           | Evropská strana zelených  | 1         | 1         |
| Chorvatsko           | Udržitelný rozvoj Chorvatska                     | Evropská strana zelených  | 1         | –         |
| Česko                | Česká pirátská strana                            | Evropská pirátská strana  | –         | 3         |
| Dánsko               | Socialistická lidová strana                      | Evropská strana zelených  | 1         | 2         |
| Estonsko             | Indrek Tarand – nezávislý kandidát               |                           | 1         | –         |
| Finsko               | Zelený svaz                                      | Evropská strana zelených  | 1         | 2         |
| Francie              | Europe Écologie – Les Verts                      | Evropská strana zelených  | 6         | 12        |
| Německo              | Svaz 90/Zelení                                   | Evropská strana zelených  | 11        | 21        |
| Německo              | Pirátská strana Německa                          | Evropská pirátská strana  | 1         | 1         |
| Německo              | Ekologická demokratická strana                   | Evropská strana zelených  | 1         | 1         |
| Německo              | Volt                                             | Volt Europa               | –         | 1         |
| Německo              | Die PARTEI                                       | –                         | –         | 1         |
| Maďarsko             | Dialog pro Maďarsko                              | Evropská strana zelených  | 1         | –         |
| Maďarsko             | Politika může být jiná                           | Evropská strana zelených  | 1         | –         |
| Irsko                | Zelená strana                                    | Evropská strana zelených  | –         | 2         |
| Itálie               | Zelená Evropa                                    | Evropská strana zelených  | 1         | –         |
| Lotyšsko             | Lotyšská unie Rusů                               | Evropská svobodná aliance | 1         | 1         |
| Litva                | Litevská zelená unie pro mír                     | Evropská svobodná aliance | 1         | 2         |
| Lucembursko          | Zelení                                           | Evropská strana zelených  | 1         | 1         |
| Nizozemsko           | Zelená levice                                    | Evropská strana zelených  | 2         | 3         |
| Portugalsko          | Pessoas-Animais-Natureza                         | Evropská strana zelených  | –         | 1         |
| Slovinsko            | Věřím                                            |                           | 1         | –         |
| Španělsko            | Jarní Evropa                                     | Evropská strana zelených  | 1         | –         |
| Španělsko            | (Katalánsko): Republikánská levice Katalánska    | Evropská svobodná aliance | 1         | –         |
| Španělsko            | (Katalánsko): Iniciativa pro Katalánsko – Zelení | Evropská strana zelených  | 1         | –         |
| Španělsko            | (Katalánsko): Nová Katalánská levice             |                           | 1         | –         |
| Španělsko            | Ahora Repúblicas (koalice)                       | –                         | –         | 3         |
| Švédsko              | Strana zelených                                  | Evropská strana zelených  | 4         | 2         |
| Spojené království   | (Anglie, Wales): Zelená strana Anglie a Walesu   | Evropská strana zelených  | 3         | – (7)     |
| Spojené království   | (Skotsko): Skotská národní strana                | Evropská svobodná aliance | 2         | – (3)     |
| Spojené království   | (Wales): Velšská strana                          | Evropská svobodná aliance | 1         | – (1)     |
| Evropská unie celkem | Evropská unie celkem                             | Evropská unie celkem      | 52        | 67        |